# Aglientu
Aglientu là một đô thị ở tỉnh Sassari trong vùng Sardegna, có khoảng cách khoảng 210 km về phía bắc của Cagliari và cách khoảng 35 km về phía tây bắc của Olbia. Tại thời điểm ngày 31 tháng 12 năm 2004, đô thị này có dân số 1.126 người và diện tích là 147,7 km².
Aglientu giáp các đô thị: Aggius, Luogosanto, Santa Teresa Gallura, Tempio Pausania, Trinità d'Agultu e Vignola.